# Masao Koga
Masao Koga (古賀 政男, Koga Masao), né le 18 novembre 1904 à Ōkawa dans la préfecture de Fukuoka et mort le 25 juillet 1978 , est un compositeur et guitariste japonais connu pour ses mélodies et un pionnier de la musique populaire japonaise.

## Biographie
Masao Koga est considéré comme une personnalité marquante de l'histoire du genre musical enka bien qu'il se considérait lui-même comme un compositeur de ryūkōka. Il est l'auteur de nombreuses chansons pour Ichirō Fujiyama et Hibari Misora et ses œuvres sont reprises dans plusieurs films dont Bienvenue au Paradis et Mémoires d'une geisha. Il est à la tête de la « Société japonaise des droits des auteurs, des compositeurs et des éditeurs »  de 1964 à 1978.
Il est lauréat de la 2e édition du Prix d'honneur de la Nation décerné à titre posthume le 4 août 1978.
Le musée de musique Koga Masao (古賀政男音楽博物館, Koga Masao Ongaku Hakubutsukan) est créé dans l'arrondissement Shibuya de Tokyo pour lui rendre hommage.